# 51e État
 (mars 2025).
Pour le film britannique, voir  Le 51e État.
L’expression 51e État (en anglais : 51st state) désigne, dans le discours politique des États-Unis, les territoires américains qui sont considérés comme étant candidats à une adhésion à l'Union regroupant les actuels 50 États des États-Unis. On peut ainsi citer Porto Rico, mais également des projets d'État regroupant des territoires d'États existants comme l'État de Jefferson, la Texas Panhandle ou l'Eastern Washington. Avant que l'Alaska et Hawaï ne deviennent des États américains en 1959, le terme équivalent était le 49e État[source insuffisante].
Le 6 novembre 2012 (en même temps que l'élection présidentielle américaine, à laquelle ils ne peuvent participer), les citoyens de Porto Rico ont adopté par référendum à 61 % la possibilité de devenir le 51e État. En novembre 2020 (encore lors de l'élection présidentielle américaine), cette décision est confirmée par 52 % des votants. Le 5 novembre 2024 un nouveau plebiscito est organisé, pour la septième fois depuis les années 1960, dans cette ancienne colonie espagnole annexée par les États-Unis en 1898 et devenue, après l’adoption de sa Constitution, en 1952, un « territoire organisé non incorporé ». Les quatre consultations précédentes, en 2012, 2017 et 2024, s’étaient également soldées par une victoire du camp favorable à l’estadidad (« étatisation ») de cette île des Grandes Antilles. Ces résultats sont toutefois non contraignants, une telle décision devant être approuvée par le Congrès des États-Unis.
De 1989 à 1991 ainsi que depuis 2016, le Parti 51, parti politique provincial reconnu au Québec, milita et milite en vue d'un rattachement du Québec aux États-Unis.
L'expression est également utilisée pour qualifier (souvent de façon critique) un État officiellement souverain mais considéré comme particulièrement inféodé aux États-Unis dans la pratique. Le Royaume-Uni est l'un des pays les plus souvent visés, en raison de l'alignement géopolitique récurrent de Londres sur Washington depuis la fin de la Seconde guerre mondiale. Ainsi, dans sa chanson Heartland (1986), le groupe britannique The The qualifie son pays de 51e État des États-Unis. 51st State est également le titre d'une chanson de l'album The Ghost of Cain (1986 également) du groupe punk britannique New Model Army, critiquant l'obéissance du Royaume-Uni envers les États-Unis d'Amérique à l'époque du gouvernement Thatcher.